# Silybum marianum
Silybum marianum (llamada comúnmente cardo mariano, entre otros muchos nombres vernáculos) es una especie del género Silybum en la familia Asteraceae.

## Descripción
Es una planta herbácea anual o bienal, de tallo simple o ramificado hacía el ápice, que puede alcanzar 3,5 m de altura. Dichos tallos son de sección más o menos circular, no alados y con costillas longitudinales, foliosos sobre todo en la base, y con un denso indumento blanquecino araneoso. Las hojas pueden medir hasta 40 por 12 cm y son pecioladas o sentadas y abrazadoras, pero no decurrentes, más pequeñas hacia la parte superior del tallo; las basales más o menos rosuladas, pecioladas, oblongo-lanceoladas, de sinuado-pinnatífidas a pinnatipartidas en 4-6 pares de lóbulos con márgenes con espinas amarillas de hasta de 15 mm, y de haz verde brillante con un retículo blanquecino; las caulinares y superiores, similares pero sésiles y más pequeñas.
Los capítulos son terminales y solitarios con pedúnculos tomentosos de 15-20 cm; tienen el involucro, de 25-35 por 25-40 mm, ovoide, glabrescente o algo araneoso con 5-7 series de brácteas mayores hacia dentro pero con las medias mayores que las internas; las externas y medias tienen base oblonga, brutalmente ensanchada en un apéndice 15-50 mm, ovado y con margen dentado-espinoso en su base y acabado en un acumen central subulado con espina terminal amarilla hasta de 1 cm; las brácteas internas son estrechamente lanceoladas, sin apéndice, inermes, finamente escábridas en el margen.
El receptáculo es plano, alveolado, y con páleas peliformes blanquecinas lisas. Los flósculos tienen una corola de  20-35 mm, rosado-purpúrea, glabra, con un tubo filiforme algo blanquecino o blanco y un limbo rosado-purpúreo con 5 lóbulos lineares (generalmente uno de ellos más largo que los otros). Las cipselas, de 6-7 por 3-3,5 mm, son homomorfas, oblongo-obovoides, algo comprimidas e inconspicuamente y transversalmente arrugadas, de color canela en la madurez y, habitualmente, con manchas lineares irregulares pardo óscuro/negruzcas que pueden llegar a cubrir toda la cipsela que, entonces, resulta uniformemente de dicho color, y con el reborde, entero y inflado, de la placa apical de un tono amarillento; dicha placa apical lleva en su centro un nectario conspicuo algo globular-pentalobulado persistente rodeado de un doble vilano caedizo en bloque, el externo con 4-5 filas de pelos escábridos implantados en un anillo basal cónico-cilíndrico invertido, y el interno con una fila de pelos ciliados muy cortos, algo conniventes, insertos en el borde de dicho anillo basal. El hilo cárpico, basal a latero-basal, carece de eleosoma.

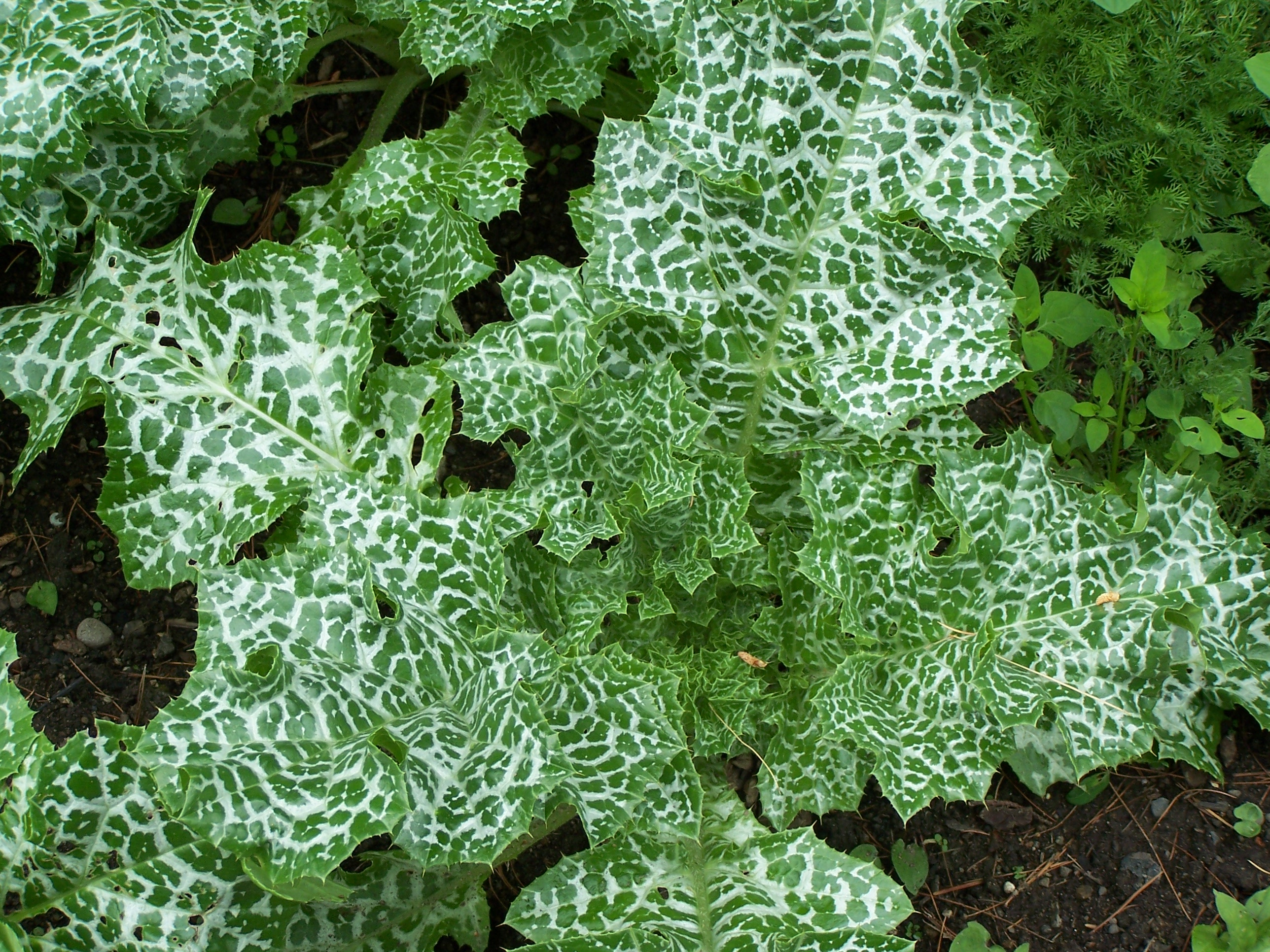
Hojas: roseta basal.
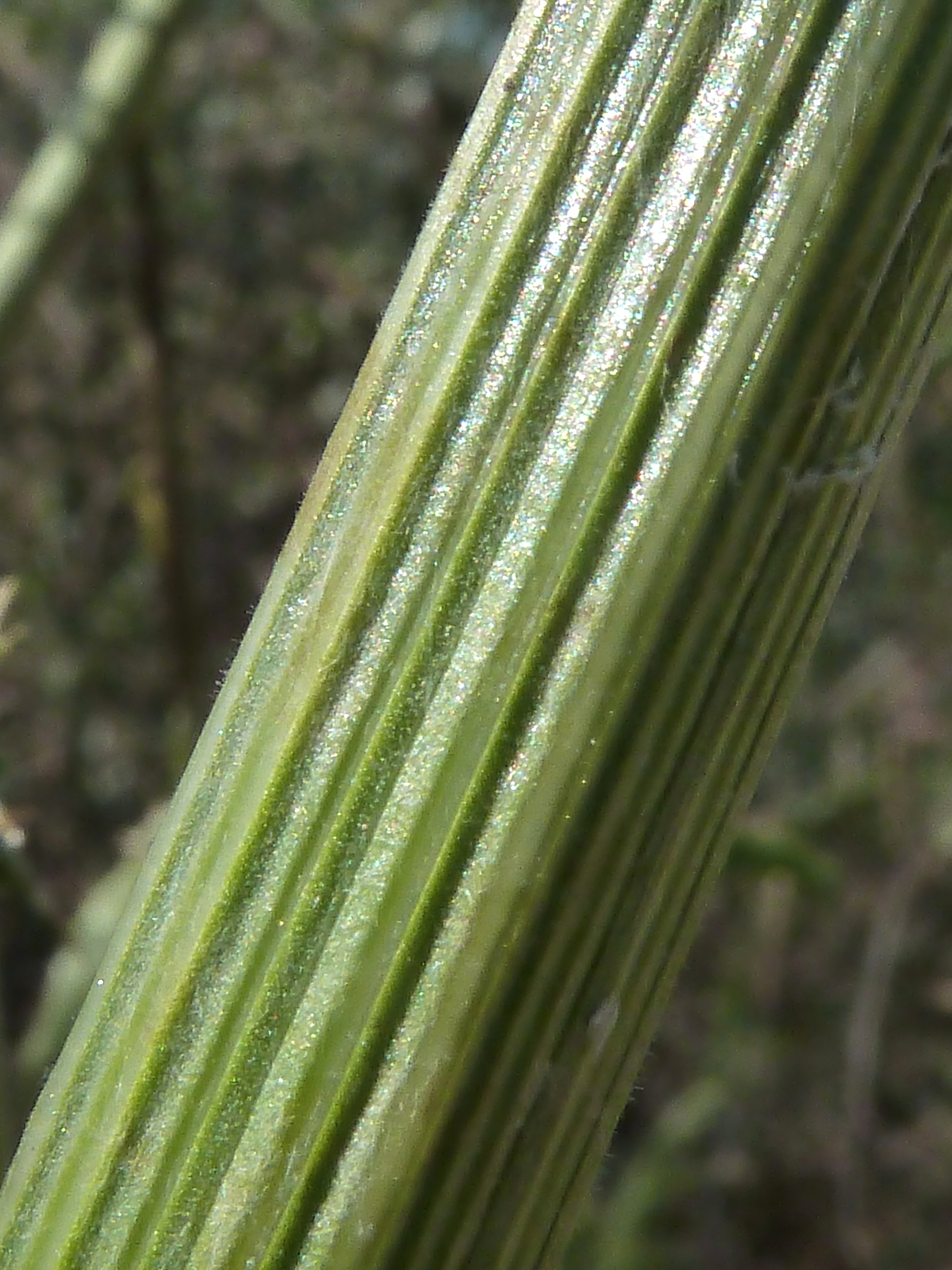
Tallo acanalado: detalle
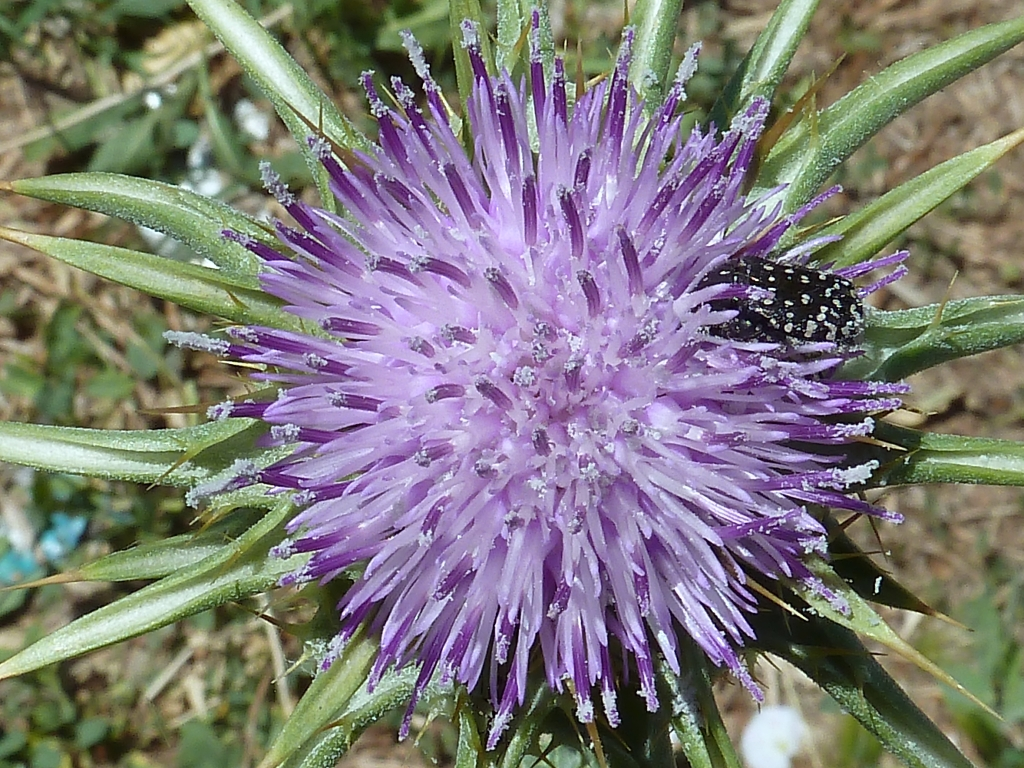
Capítulo en antesis: vista cenital.
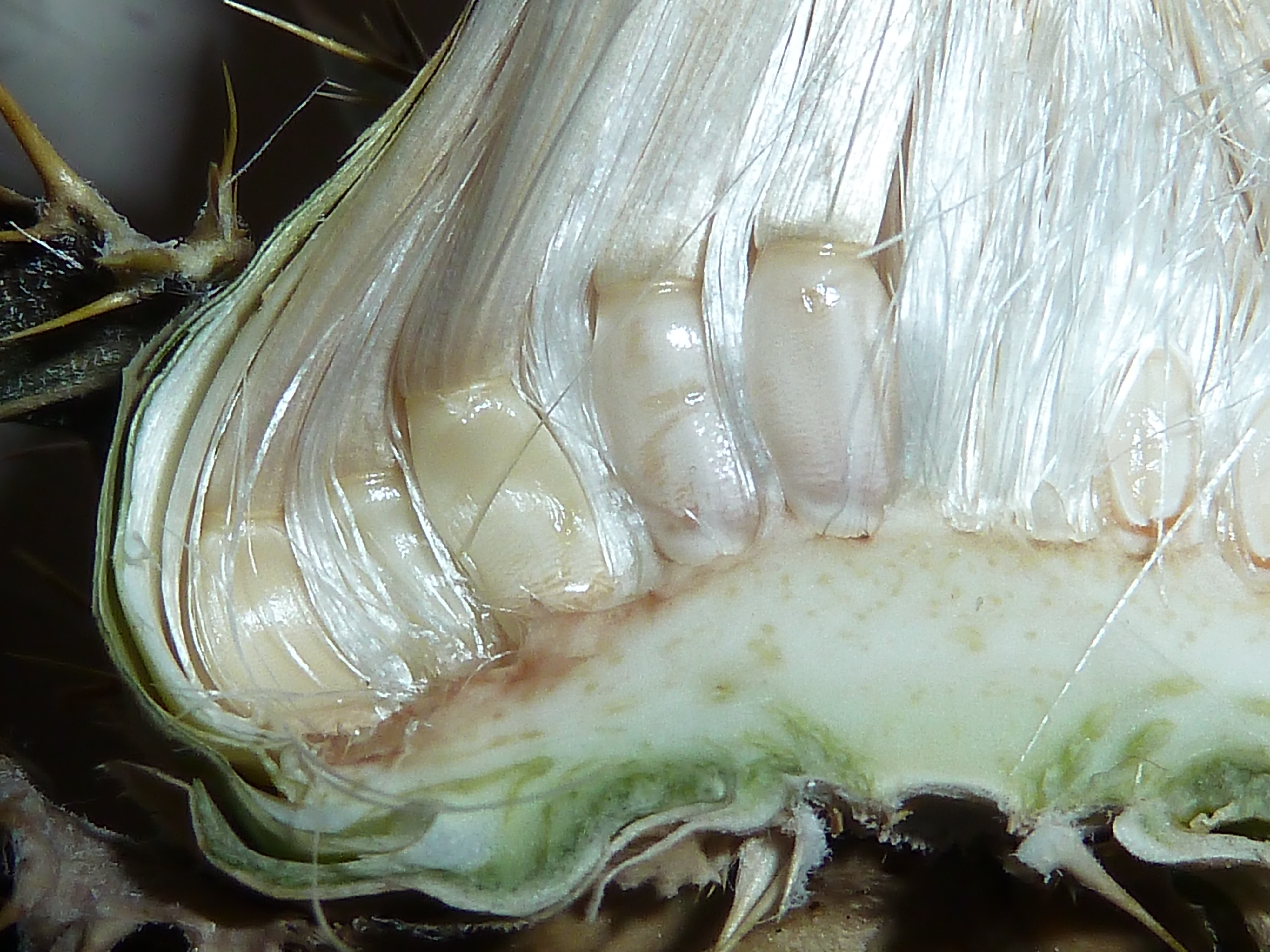
Corte vertical del capítulo: vista parcial con receptáculo carnoso (comestible), brácteas axilantes (páleas filiformes), ovarios/frutos in situ y brácteas involucrales internas.
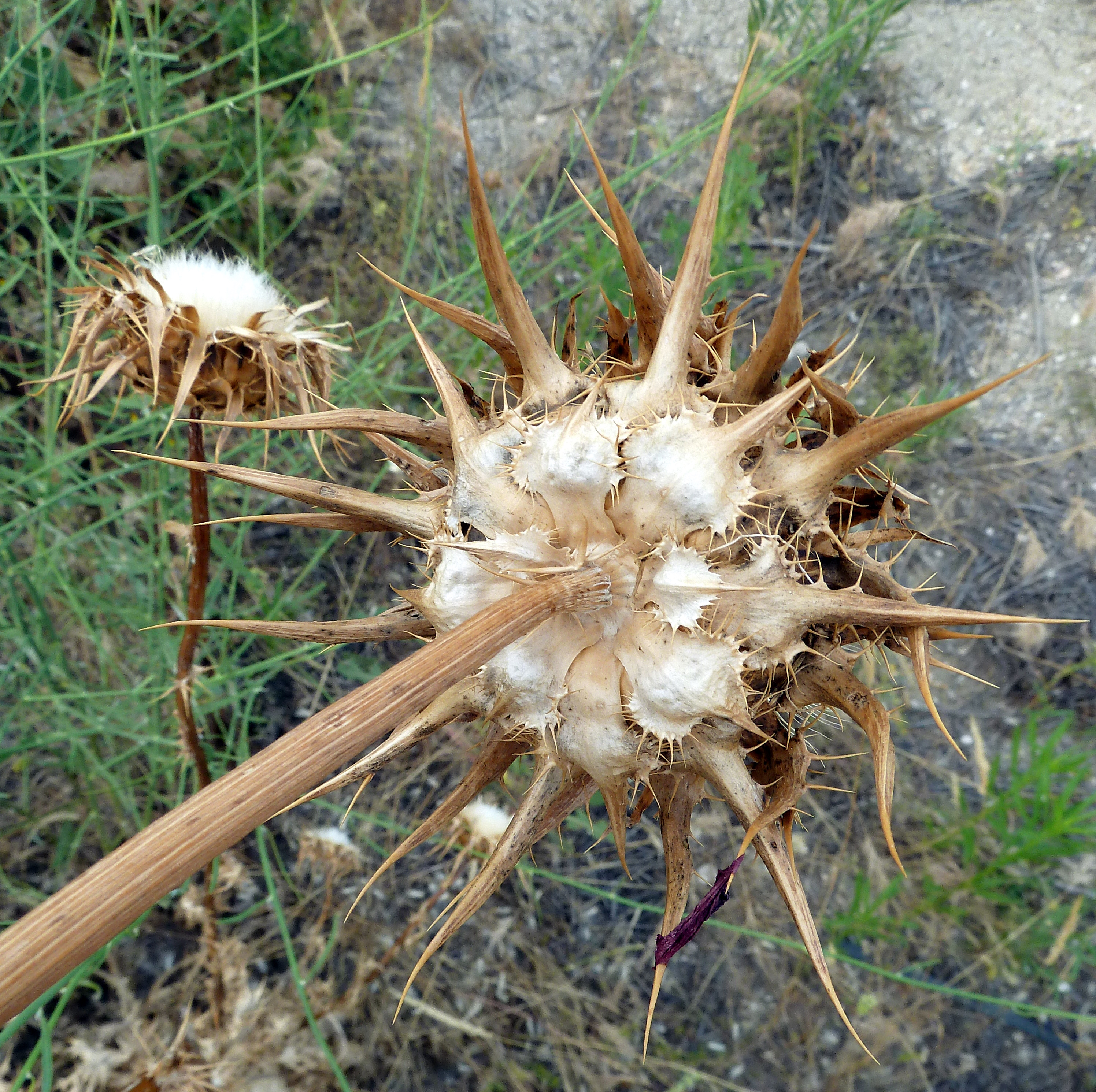
Capítulo seco evidenciando brácteas externas con bases dilatadas lateralmente espinosas.

## Distribución y hábitat
El cardo mariano es una especie nativa de los países ribereños del Mediterráneo y Asia hasta India y Siberia; naturalizada en el resto del mundo y también cultivada, a veces intensamente, en países de Europa central donde fue  introducido: Austria, Rusia, Polonia, Crimea, Ucrania, Hungría, etc. y en Argentina, Venezuela, Ecuador y China para la extracción de las sustancias de uso medicinal que contiene.
Crece en bordes de cultivos, caminos y carreteras, baldíos (incluidos descampados urbanos), etc., en suelos muy nitrificados, desde el nivel del mar hasta 1300 m de altitud. Florece de abril a agosto.

## Taxonomía
La especie fue creada y descrita primero por Carolus Linnaeus como Carduus marianus en Species Plantarum,vol, 2, p. 823 en 1753, y atribuida luego al género Silybum por Joseph Gaertner y publicado en De Fructibus et Seminibus Plantarum, vol. 2, p, 378 en 1791.
Etimología
- Silybum: del Latín Silybum, -i, prestado del griego σιλυβον, con el sentido de Carduus marianus,[7] mientras otras interpretaciones consideran que el vocablo corresponde a alguna especie de Gundelia,[8] aunque en su descripción Plinio el Viejo, Naturalis historia (22, XLII, 85), con la grafía Sillybum,[9] dice textualmente que "Se parece al Camaleón blanco (Atractylis gummifera) y es igualmente espinoso (...) No tiene uso en medicina.", lo que no parece corresponder al Silybum marianum, y la distribución que da ("crece en Cilicia, Syria y Fenicia") cuadra mejor con  la repartición bastante restringida  de Gundelia[10] que con la de Silybum que se extiende ampliamente por todo el Mediterráneo.[2][1]

- marianum: epíteto que viene de María. Hace referencia a la Virgen María, ya que hay una leyenda medieval sobre esta planta que dice que ella utilizó las grandes hojas de un cardo para ocultar a Jesús de los soldados de Herodes. Al momento de escapar, de su pecho cayeron algunas gotas de leche, que han perdurado para siempre en esta especie para recordar aquel señalado día. Este cardo quedó, entonces, bendecido y lleno de virtudes. Es por ello que en la medicina medieval se recomendaban esta planta a las puérperas y nodrizas, a fin de aumentar la secreción de leche. Por eso su nombre en muchos idiomas se refiere a la leche y a María.

Sinonimia
- Carduus lactifolius Stokes
- Carduus mariae Crantz
- Carduus marianus L.	basónimo
- Carduus versicolor Salisb.
- Carthamus maculatus (Scop.) Lam.
- Centaurea dalmatica Fraas
- Cirsium maculatum Scop.
- Mariana lactea Hill
- Mariana mariana (L.) Hill
- Silybum maculatum (Scop.) Moench
- Silybum mariae (Crantz) Gray
- Silybum marianum var. albiflorum Eig
- Silybum marianum var. marianum (L.) Gaertn.
- Silybum pygmaeum Cass.[11]

Citología
Número de cromosomas: 2n=34.
Hibridación
Se híbrida ocasionalmente con Silybum eburneum, la otra, y única, especie aceptada del género.

## Uso medicinal
*Nota: no existen estudios con metodología y rigor científico que avalen los beneficios para la salud humana descritos aquí.
El uso de cardo mariano es habitual en tratamientos de medicinas alternativas que no ha superado las oportunas pruebas de verificación, lo que ha sido criticado por algunos expertos en oncología.
Las semillas del cardo mariano se han venido usando desde hace siglos con fines medicinales. De ellas se obtienen sustancias como la silimarina (una mezcla de silibina, silicristina y silidianina, y en menor medida isosilibinas A y B, 3-desoxi-silicristina, silandrina y silimonina), que se usa en afecciones crónicas del hígado y la vesícula biliar; o la silibinina (o derivados de la misma), que se usa en casos de intoxicación por ingestión de amanitas (por ejemplo la amanita phalloides o la amanita muscaria).

Otros supuestos beneficios -no corroborados científicamente- atribuidos al cardo mariano son los siguientes:
- Interviene favorablemente en casos de litiasis (piedras en riñones y vesícula)[cita requerida]
- Normaliza la glucemia (baja el azúcar en sangre)[cita requerida]
- Varios naturópata le atribuyen ser es el más potente hepatoprotector[18] conocido con acción sobre cirrosis, hepatitis, hígado graso, envenenamiento hepático.
- Protege también las células de los riñones en caso de insuficiencia renal.[cita requerida]
- Tiene propiedades antiinflamatorias e inmunomoduladores. Debido a la inhibición de la producción de óxido nítrico y del factor nuclear kappaB.[19]
- Impide el daño hepático y renal provocado por ciertos medicamentos antivirales, analgésicos, antibióticos y antiinflamatorios.[20]
- Impide la peroxidación lipídica (acción antioxidante en tejidos grasos)[cita requerida]
- Induce la apoptosis en células cancerosas.[21]
- Rebaja los niveles de colesterol.[cita requerida]
- Reduce la insulinoresistencia en pacientes con diabetes de tipo 2 que también padecen cirrosis.[cita requerida]
- Podría tener aplicaciones en la prevención del cáncer.[22]
- Se usa para tratar complicaciones en pacientes de sida.[cita requerida][23]
- El cardo mariano también se usa en multitud de productos que aseguran reducir los efectos de la resaca.[cita requerida][24]
- Se usa como complejo vitamínico especialmente para aumentar la producción de leche en mujeres tras el parto.[25]
- Por último, el cardo mariano (enlace roto disponible en Internet Archive; véase el historial, la primera versión y la última). mejora las concentraciones celulares debido a su efecto de regeneración sobre los hepatocitos, aunque no es efectivo en fases tempranas de este tipo de trastornos.[26]

### Toxicidad
La planta puede contener altas concentraciones de nitrato de potasio, lo cual es potencialmente peligroso para el ganado rumiante, en el estómago del cual la flora bacteriana lo transforma en nitrito que se combina con la hemoglobina, produciendo anoxia y fracaso circulatorio periférico.

Estudios en Pubmed Sobre el Cardo Mariano. Actualmente la pub med cuenta con estudios sobre la utilizacion del mismo.Entre ellos los Siguientes:
nuevos conocimientos sobre la vía biosintética de la silimarina:
https://pubmed.ncbi.nlm.nih.gov/28863306/
Efectos en el higado:
https://pubmed.ncbi.nlm.nih.gov/28457856/
Cancer de Prostata:
https://pubmed.ncbi.nlm.nih.gov/15899838/

## Nombres comunes
- español: abrepuño, agaloya, alcachofa, alcachofa de burro, alcarcil borriquero (2), alcauciles (3), argolla, arzolla (5), bedegar (2), cardancha (2), cardancho (4), cardanchos, cardenca, cardencha (2), cardeña, cardincha, cardinchas, cardincho, cardito borrico, cardito borriquero, cardo (4), cardo alcachofero, cardo alpistero, cardo blanco (3), cardo borde (2), cardo borrico, cardo borricuno (2), cardo borriquero (21), cardo borriqueño (2), cardo burral (3), cardo burrero (2), cardo burreño, cardo cabrero, cardo capotero, cardo capotudo, cardo de María (14), cardo de Santa María (4), cardo de argolla, cardo de asno (3), cardo de borrico, cardo de burro (2), cardo de la alcachofa, cardo de la castaña, cardo de maría (2), cardo lechal (13), cardo lechar (2), cardo lechero (15), cardo manchado (4), cardo maria, cardo mariano (34), cardo marinapo, cardo meriano, cardo pelotero, cardo picón, cardo pinto (7), cardo platero, cardo santo (2), cardo zapero, cardoncha (5), cardos, cardos alcachoferos, cardos borriqueros, cardosanto, carduncho, cartamo marino, cárcamo, cártamo mariano, escarciles, escardancha, hedegar (2), lechero, mariana (2), molinillo (2), penca, pescaico, pincho burrero, pincho vulanero, silybo. Entre paréntesis, la frecuencia del empleo del vocablo en España.[12]